# Bucles de Wilson
En teoría de campos de gauge, un bucle o lazo de Wilson es un observable invariante de gauge obtenido a partir de la holonomía de la conexión de gauge alrededor de un lazo dado. 
En la teoría clásica, la colección de todos los lazos de Wilson contiene suficiente información como para reconstruir la conexión de gauge módulo una transformación de gauge. 
En teoría cuántica de campos, la definición de observables de lazos de Wilson como operadores en toda regla en el espacio de Fock es un problema matemático delicado y requiere regularización, generalmente equipando cada lazo con un framing. La acción de los operadores de lazo de Wilson tiene la interpretación de crear una excitación elemental del campo cuántico que se localiza en el lazo. De esta manera, los "tubos de flujo" de Faraday se convierten en excitaciones elementales del campo electromagnético cuántico. 
Los lazos de Wilson fueron introducidos en la década de 1970 en un intento de formulación no perturbativa de la cromodinámica cuántica (QCD), o por lo menos como una colección conveniente de variables para describir el régimen de acoplo fuerte en QCD. Los lazos de Wilson se inventaron para solucionar el problema del confinamiento, que sigue estando sin resolver hoy día. 
El hecho de que las teorías cuánticas de campos de gauge con acoplamiento fuerte tienen excitaciones elementales no perturbativas que son lazos motivó a Aleksandr Poliakov a formular una de las primeras teorías de cuerdas, que describen la propagación de un lazo elemental cuántico en el espacio-tiempo. 
Los lazos de Wilson desempeñan un papel importante en la formulación de la gravedad cuántica de lazos, pero generalizados a Redes de espín (SN).
- Datos: Q206552